# ムハンマド・タパル
ムハンマド・タパル（アラビア語：محمد تپر Muḥammad Tapar、 غياث الدنيا والدين أبو شجاع محمد بن ملكشاه بن الپ ارسلان Ghiyāth al-Dunyā wa al-Dīn Abū Shujā` Muḥammad b. Malik Shāh b. Alp Arslān、1082年 - 1118年4月）は、セルジューク朝のスルターン（在位：1105年 - 1118年）。
スルターン・マリク・シャーとテュルク系の側室の間に生まれ、アフマド・サンジャルは同母弟にあたる。

## 生涯
1100年からムハンマドは国家の実権を巡って異母兄弟のバルキヤールクと交戦していた。ムハンマドはバルキヤールクからマリクの称号とアルメニアとアゼルバイジャンを与えられ、取り決めに不満を抱いたムハンマドは再び反乱を起こすが、アルメニアへの退却を強いられる。1104年までにバルキヤールクは病に罹り、また戦争に疲弊したため、ムハンマドと国家を分割することに同意した。1104年1月に兄弟の間で和約が結ばれ、イラン中央部をバルキヤールク、アゼルバイジャン、アルメニア、北イラクをムハンマド、ゴルガーン、ホラーサーン地方をサンジャルが領有することが決められる。1105年にバルキヤールクが病死した後、ムハンマドはスルターンに即位し、イラン西部とイラクを中心とする国家の西側をムハンマドが、ホラーサーン地方を中心とする東部地域をサンジャルが支配する体制が形成された。
ムハンマドの治世にはアルボルズ山脈のアラムート城砦を拠点とするニザール派の暗殺教団に対する弾圧が強化された。1106年にムハンマドはニザール派の城塞を制圧し、バーワンド朝の君主シャフリヤール4世にニザール派に対する軍事行動への参加を命じた。しかし、シャフリヤールはムハンマドの言葉に対して立腹し、軍事作戦への参加を拒絶する。 ムハンマドはサーリーを占領するために派兵するが、シャフリヤールと彼の子のカリン3世が率いる軍隊に思いがけない敗北を喫した。戦後ムハンマドはシャフリヤールに王子の一人をイスファハーンのセルジューク朝の宮廷に人質として送ることを求める書状を送った。 シャフリヤールは息子のアリーを送り出し、アリーに好印象を抱いたムハンマドはアリーに自分の娘との結婚を提案するが、アリーは拒絶し、この栄誉をバーワンド朝の継承者であるカリン3世に与えるように願い出た。その後カリン3世はイスファハーンの宮廷を訪れ、ムハンマドの王女と結婚する。
1106年/07年にワズィール（宰相）・ニザームルムルクの子であるアフマド・イブン・ニザームルムルクはムハンマドの宮廷に出頭し、ハマダーンのライス（統治者）に対する不平を訴えた。アフマドがエスファハーンの宮廷に到着する前、ワズィールの地位に就いていたサダルムルク・アブル＝マハセン・アビーが異端の疑いをかけられて処刑されており、ムハンマドはアフマドを後任のワズィールに任命した。ワズィールに任命されたアフマドには父のニザームルムルクが持っていた諸々の称号が与えられた。
1107年にムハンマドはニザール派が支配するイスファハーン近郊の山城シャー・ディズを陥落させ、城に立て篭もっていた大ダーイー・アフマド・アッターシュを処刑する。同1107年にムハンマド1世はアレッポの支配者リドワーンと同盟を結んで、ハブール川でルーム・セルジューク朝の君主クルチ・アルスラーン1世と交戦し、クルチ・アルスラーン1世を敗死させた。
ムハンマドはイラクで軍事活動を展開し、「アラブ人の王」を称するマズヤド朝の支配者スィドカ1世に勝利を収めた。1109年にムハンマドはイスマーイール派の城塞を占領するためにアフマドとChavli Saqavuを派遣するが、彼らは決定的な成果を上げることができず、退却した。軍事作戦の失敗から間を置かず、アフマドに代えてハティル・アル＝マリク・アブー・マンスール・マイブディーがワズィールに任命される。歴史家のイブン・アスィールはワズィールの地位を退いたアフマドはバグダードに隠棲したと述べているが、一方でアヌシヴァン・イブン・ハーリドはアフマドは10年の間投獄されていたと記している。
1118年にムハンマド1世は没し、マフムード2世がスルターンの地位を継いだ。